# She & Him
She & Him ist ein Indie-Folkduo aus den USA. Es besteht aus Zooey Deschanel (Gesang, Klavier und Banjo) und M. Ward (Gitarre und Produzent).

## Geschichte
M. Ward hörte Zooey Deschanel in dem Film Buddy – Der Weihnachtself singen. Er war erstaunt darüber, dass Deschanel selber Lieder schrieb und doch keine Karriere als Musikerin anstrebte. Zooey Deschanel nahm seit Jahren Demos zu Hause auf, war aber zu schüchtern, um diese zu veröffentlichen. Deschanel schickte ihre Demos zu M. Ward. Nach kurzer Zeit rief er sie an, um ihr mitzuteilen, dass er gerne ihre Lieder aufnehmen würde. Die Band She & Him war gegründet. Zooey Deschanel sagte in einem Interview: „Ich habe Musik schon immer geliebt, schon seitdem ich klein war. Ich habe es einfach geliebt zu singen.“

## Diskografie

### Alben
- 2008: Volume One
- 2010: Volume Two
- 2011: A Very She & Him Christmas
- 2013: Volume 3
- 2014: Classics
- 2016: Christmas Party
- 2022: Melt Away: A Tribute to Brian Wilson

### Kompilationen
- 2007: When I Get to the Border auf dem Soundtrack zum Spielfilm The Go-Getter
- 2009: I Put a Spell on You auf der Kompilation Starbucks’ Sweetheart 2
- 2009: Please, Please, Please Let Me Get What I Want auf dem Soundtrack zum Spielfilm (500) Days of Summer
- 2011: Oh Boy! auf dem Tributealbum Rave On Buddy Holly

### Singles
- 2008: Why Do You Let Me Stay Here
- 2008: This Is Not a Test
- 2010: In the Sun
- 2013: Never Wanted Your Love
- 2018: She Gives Her Love to Me / He Gives His Love to Me